# Variimorda kurosawai
Variimorda kurosawai is een keversoort uit de familie spartelkevers (Mordellidae). De wetenschappelijke naam van de soort is voor het eerst geldig gepubliceerd in 2001 door Takakuwa.